# Provinz Córdoba
Die Provinz Córdoba (spanisch Provincia de Córdoba) ist eine der acht Provinzen der autonomen Region Andalusien in Südspanien. Die Provinz hat eine Fläche von 13.771,31 km² und 772.152 Einwohnern (Stand: 2024), davon leben 40 Prozent in der Hauptstadt. Hauptstadt ist Córdoba. Die Provinz umfasst 77 Gemeinden, die seit dem Jahr 2003 zu acht Comarcas zusammengefasst sind.

## Geographie
Die Provinz Córdoba liegt im Norden Andalusiens im Tal des Guadalquivir. Sie grenzt an die Provinzen Málaga, Sevilla, Badajoz, Ciudad Real, Jaén und Granada.

## Comarcas
Durch Verordnung vom 14. März 2003 wurde die Provinz Córdoba, wie alle Provinzen Andalusiens, mit Wirkung ab dem 28. März 2003 in Comarcas (Kreise) eingeteilt.

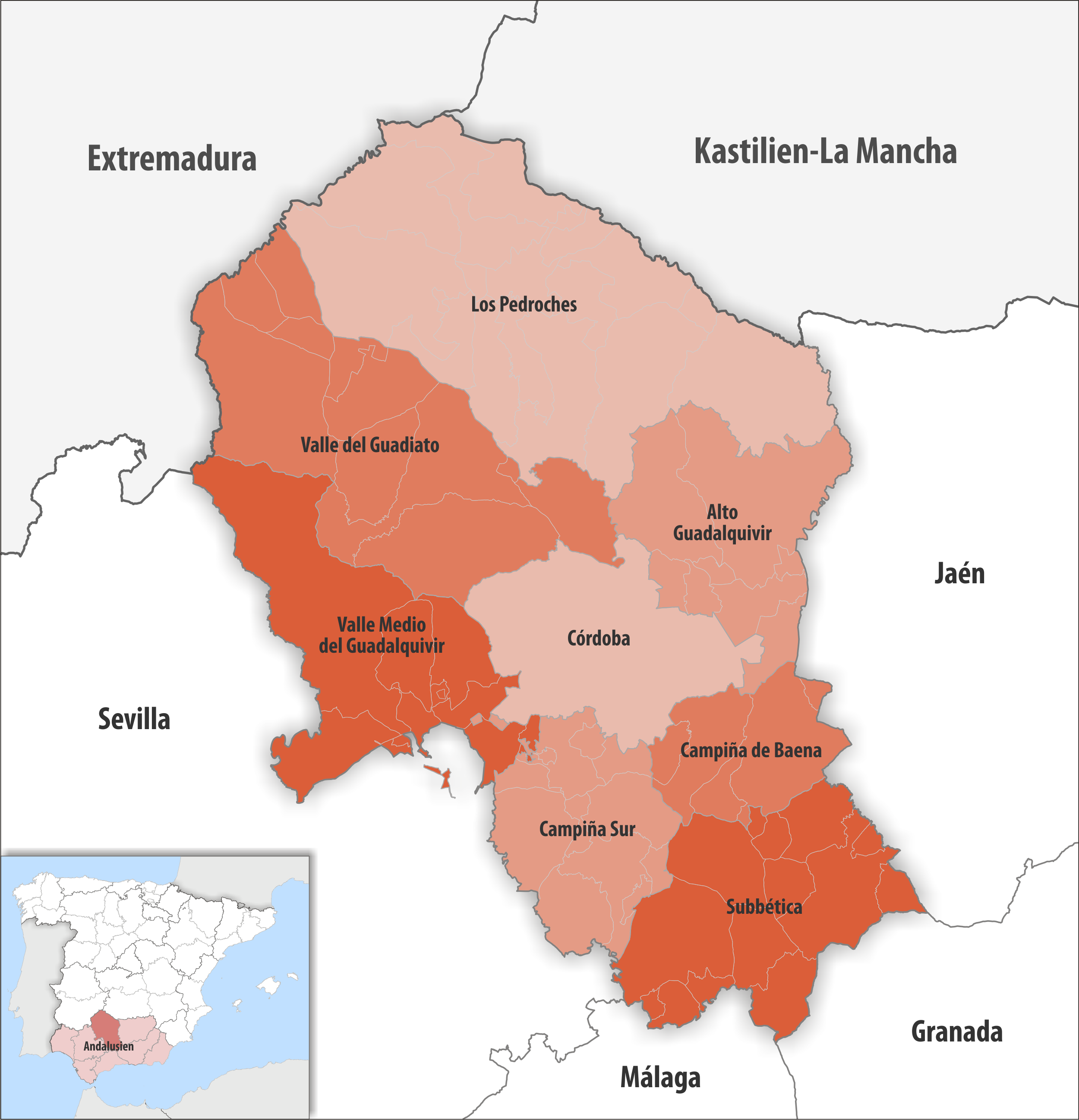
Comarcas in der Provinz Córdoba

| Comarca                      | Gemeinden | Einwohner (2024) | Fläche km² | Dichte Einw./km² | Hauptort              |
| ---------------------------- | --------- | ---------------- | ---------- | ---------------- | --------------------- |
| Alto Guadalquivir            | 8         | 41.971           | 1.299,97   | 32               | Montoro               |
| Campiña de Baena             | 5         | 35.573           | 727,55     | 49               | Baena                 |
| Campiña Sur                  | 12        | 103.201          | 1.098,93   | 94               | Puente Genil          |
| Córdoba                      | 1         | 322.811          | 1.255,24   | 257              | Córdoba               |
| Los Pedroches                | 17        | 50.994           | 3.612,37   | 14               | Pozoblanco            |
| Subbética                    | 14        | 120.213          | 1.598,10   | 75               | Lucena                |
| Valle del Guadiato           | 11        | 28.002           | 2.492,85   | 11               | Peñarroya-Pueblonuevo |
| Valle Medio del Guadalquivir | 9         | 69.387           | 1.686,30   | 41               | Palma del Río         |
| Provinz Córdoba              | 77        | 772.152          | 13.771,31  | 56               | Córdoba               |

## Gerichtsbezirke

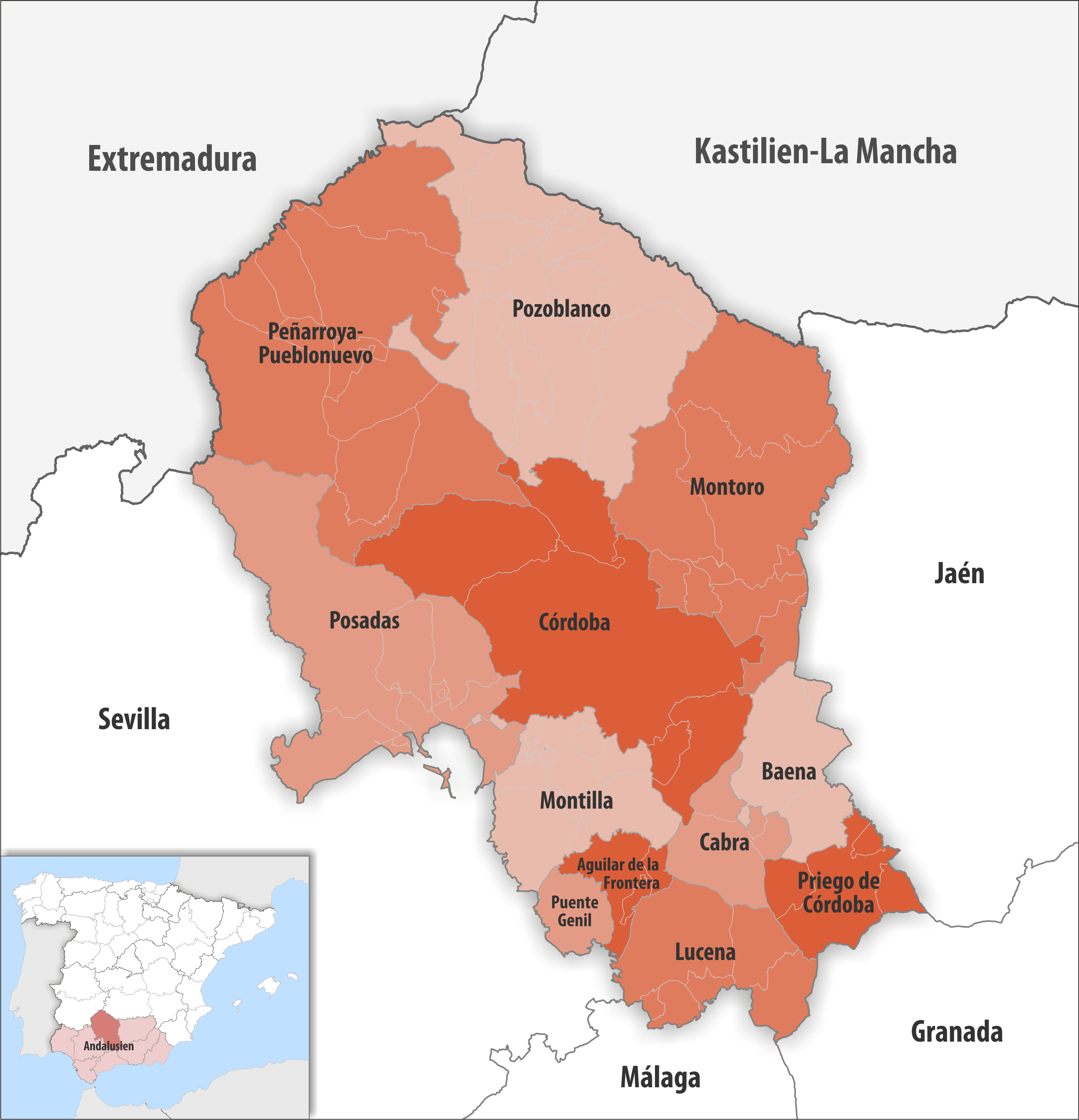
Gerichtsbezirke in der Provinz Córdoba

| Gerichtsbezirk         | Gemeinden | Einwohner (2024) | Fläche km² | Dichte Einw./km² | Hauptquartier          |
| ---------------------- | --------- | ---------------- | ---------- | ---------------- | ---------------------- |
| Aguilar de la Frontera | 3         | 18.786           | 218,85     | 86               | Aguilar de la Frontera |
| Baena                  | 3         | 22.286           | 522,57     | 43               | Baena                  |
| Cabra                  | 4         | 30.417           | 355,78     | 85               | Cabra                  |
| Córdoba                | 6         | 339.383          | 2.227,16   | 152              | Córdoba                |
| Lucena                 | 6         | 65.165           | 723,54     | 90               | Lucena                 |
| Montilla               | 9         | 56.906           | 727,04     | 78               | Montilla               |
| Montoro                | 9         | 43.393           | 1.812,84   | 24               | Montoro                |
| Peñarroya-Pueblonuevo  | 11        | 32.220           | 2.692,78   | 12               | Peñarroya-Pueblonuevo  |
| Posadas                | 8         | 67.052           | 1.668,29   | 40               | Posadas                |
| Pozoblanco             | 13        | 39.571           | 2.204,21   | 18               | Pozoblanco             |
| Priego de Córdoba      | 4         | 27.129           | 447,20     | 61               | Priego de Córdoba      |
| Puente Genil           | 1         | 29.844           | 171,05     | 174              | Puente Genil           |
| Provinz Córdoba        | 77        | 772.152          | 13.771,31  | 56               | Córdoba                |

## Größte Orte
Von den 77 Gemeinden der Provinz haben im Jahre 2024 12 jeweils mehr als 10.000 Einwohner.
| Gemeinde               | Einwohner |
| ---------------------- | --------- |
| Córdoba                | 322.811   |
| Lucena                 | 43.086    |
| Puente Genil           | 29.844    |
| Montilla               | 22.333    |
| Priego de Córdoba      | 21.826    |
| Palma del Río          | 20.546    |
| Cabra                  | 20.024    |
| Baena                  | 18.436    |
| Pozoblanco             | 16.946    |
| La Carlota             | 14.381    |
| Aguilar de la Frontera | 13.210    |
| Peñarroya-Pueblonuevo  | 10.289    |

Kleinste Gemeinde ist Fuente la Lancha mit 339 Einwohnern.